# 979 TCN
979 TCN là một năm trong lịch La Mã.